# Dunai Regatta

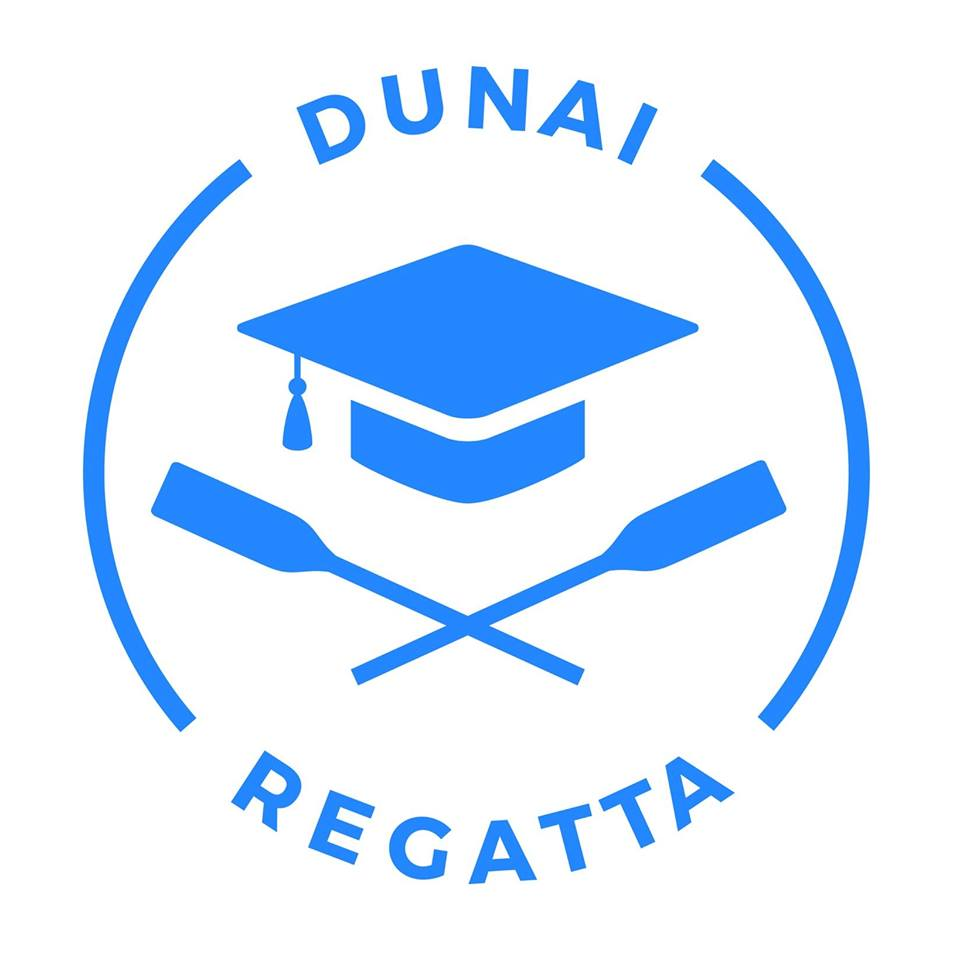
Dunai Regatta logója

A Dunai Regatta Magyarország legnagyobb, egyetemek közötti sport, zenei és kulturális fesztiválja, amely nemzetközi evezős és sárkányhajós versenyek köré épül. A részt vevő magyar egyetemek évről évre bővülő repertoárja mellett minden évben különböző külföldi vendégegyetemek állnak rajthoz, hogy a sportszerűség jegyében összemérjék erejüket, a Regatta azonban több mint sportverseny.

## A Dunai Regatta története

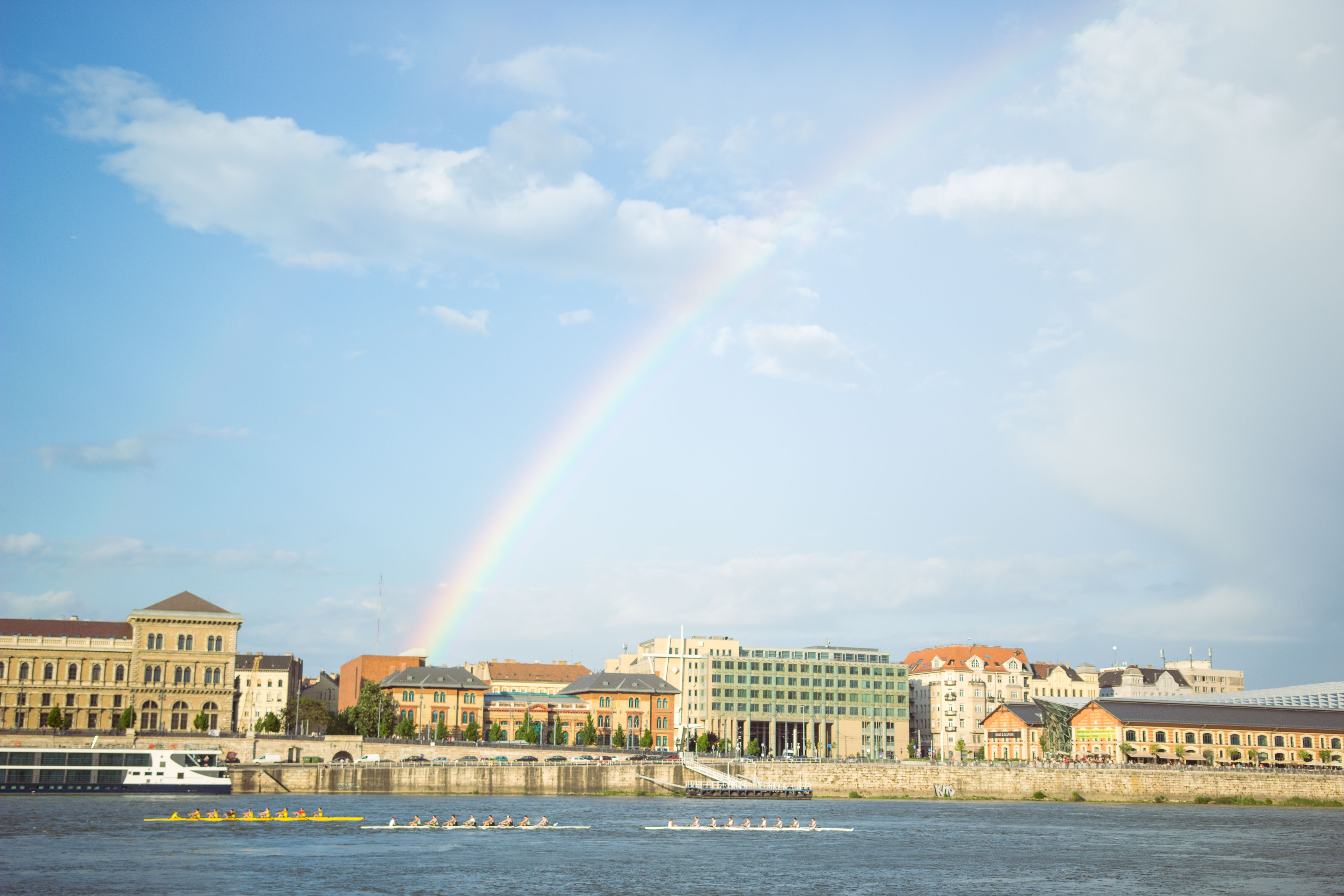
A Dunai Regatta célvonalát a folyó két oldalán a Budapesti Corvinus Egyetem, illetve a Budapesti Műszaki és Gazdaságtudományi Egyetem és az Eötvös Loránd Tudományegyetem Lágymányosi campusa szegélyezi.

Az Antall József Tudásközpont szervezésében megvalósuló Dunai Regatta története 2013-ban kezdődött. A rendezvény alapötlete a Tudásközpont igazgatójától, Antall Pétertől származik, aki a következőképpen fogalmazta meg a Dunai Regatta születésének körülményeit:
„A Regatta ihletadója maga a Duna volt: a 2010-ben megalakult Tudásközpont első irodájának a Corvinus egyetem adott otthont, ahonnan remek kilátás nyílt a folyóra. Akkor fogalmazódott meg bennem, hogy a Duna két partján egymással szüntelenül farkasszemet néző egyetemeket a folyó nemcsak elválasztja, de össze is kötheti. Ezt a gondolatot akartunk összekötni a hagyományteremtéssel, a fiatalok sportolásra ösztönzésével és a Duna sokszínű felhasználására való figyelemfelhívással; így született meg a Dunai Regatta, amely mára már hagyománnyá és az év sportfesztiváljává nőtte ki magát.”

## A Dunai Regatta célkitűzései
A Dunai Regatta fontos célja az egyetemi összetartozás erősítése, az ország pozitív imázsának építése, a sport és a sportos életmód fontosságának hangsúlyozása és a Duna sokszínű felhasználására való figyelemfelhívás. Mindez egy hatalmas tavaszi rendezvény keretein belül valósul meg, ami egyszerre folyóparti fesztivál, nemzetközi sportesemény és egyetemi, szurkolói életérzés.

## Versenyzők
A versenyzők minden évben Budapest szívében, a Duna leglátványosabb fővárosi szakaszán, a Parlamenttől, illetve a Vigadótól a Budapesti Műszaki és Gazdaságtudományi Egyetem központi épületéig tartó szakaszon hajóznak végig. A Dunai Regatta vízi futamainak indulói nyolcas evezős és sárkányhajós csapatokban mérik össze tudásukat. Az evezős nyolcasokban profi egyetemista versenyzők csapnak össze, míg a sárkányhajós futamban lelkes, vállalkozó szellemű amatőr egyetemisták mérkőznek meg. Az ő felkészülésüket a megmérettetés előtt többhetes edzés segíti. Mivel a Regatta számára fontos az ország pozitív imázsának építése, a hazai csapatok mellett évről évre neves külföldi vendégegyetemek csapatai is rajthoz állnak.

## Rakparti programok

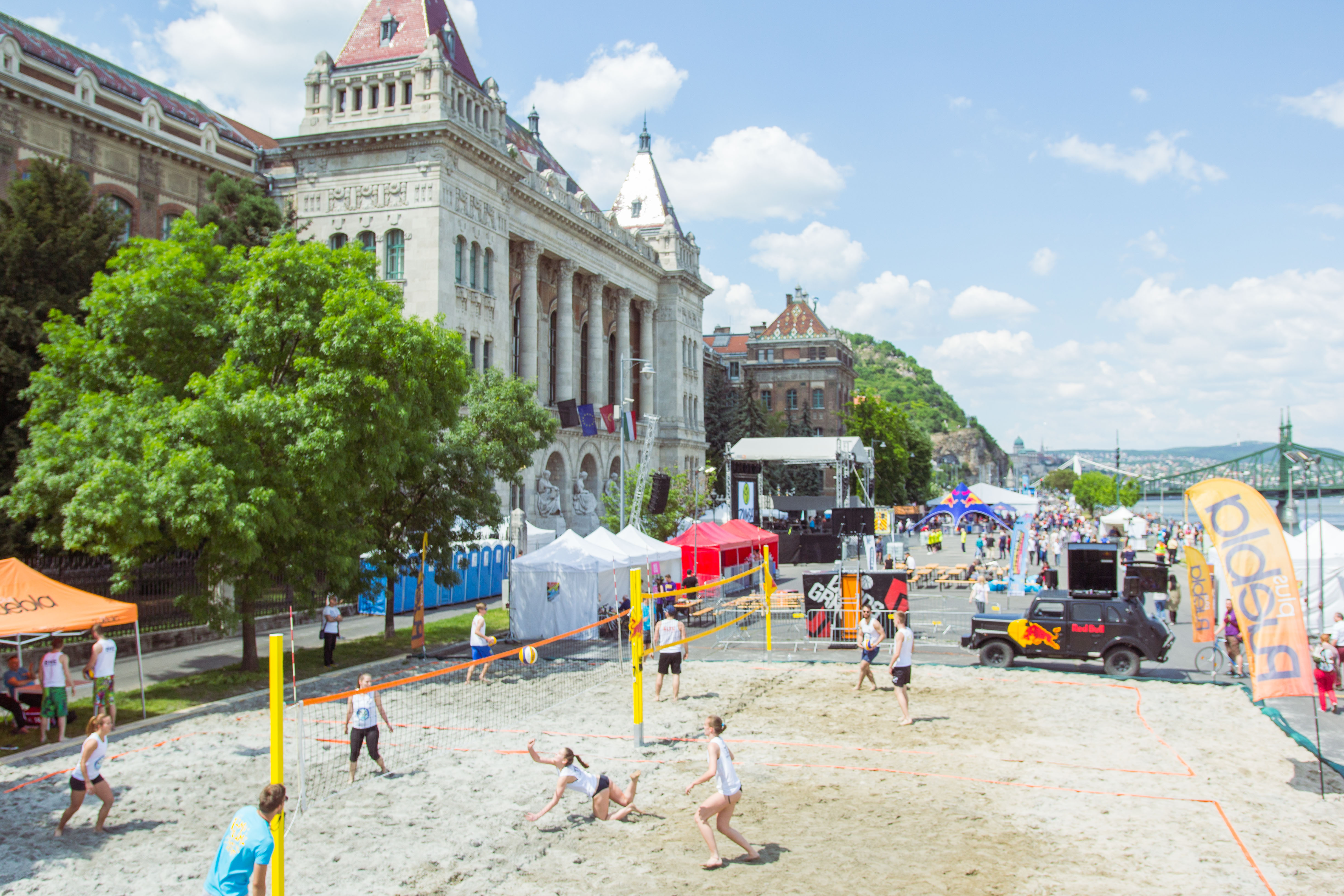
A 2016-os Dunai Regattán strandröplabdán kívül többek között streetballban és korfballban is megmérkőzhettek a diákok.

A Dunai Regatta helyszíne hagyományosan a Műegyetem főépülete előtti budai rakpartszakasz. A Regatta napjára mind a felső, mind pedig az alsó rakpart fesztiválhelyszínné alakul és egész napra megtelik színes sportos, zenés és kulturális programokkal, este pedig koncertekkel. A Dunai Regatta hivatalos moderátora Gundel Takács Gábor.
Az egész napos rendezvénynek fontos részét képezik a különböző látványos és különleges sportolási lehetőségek: minden évben többféle csapatsport-bajnokság várja a résztvevőket, emellett extrémsport-bemutatók és kevésbé ismert sportágak kipróbálására is lehetőség nyílik. Az alsó rakparton a szurkolásé a főszerep: ott bárki, aki egyetemének vagy barátainak szeretne szurkolni, megtalálhatja a társaságát. A futamok alatt vezérszurkoló, cheerleader- és cheerdancer-csapatok és egyetemi szurkolóbázisok töltik meg a partot, ami estére fröccs-terasszá alakul. A kulturális programok kedvelőit változatos aktivitások, kerekasztal-beszélgetések és a Regatta partnereinek játékai, aktivitásai várják. A fesztivál-hangulatra vágyóknak kora estétől a Dunai Regatta két helyszínen, a nagyszínpadon és a kisszínpadon kínál szórakozási lehetőséget: hagyományosan fellép a Sound of the University adott évi győztese, majd nagykoncertek felelnek a hangulatért.

## Sound of the University

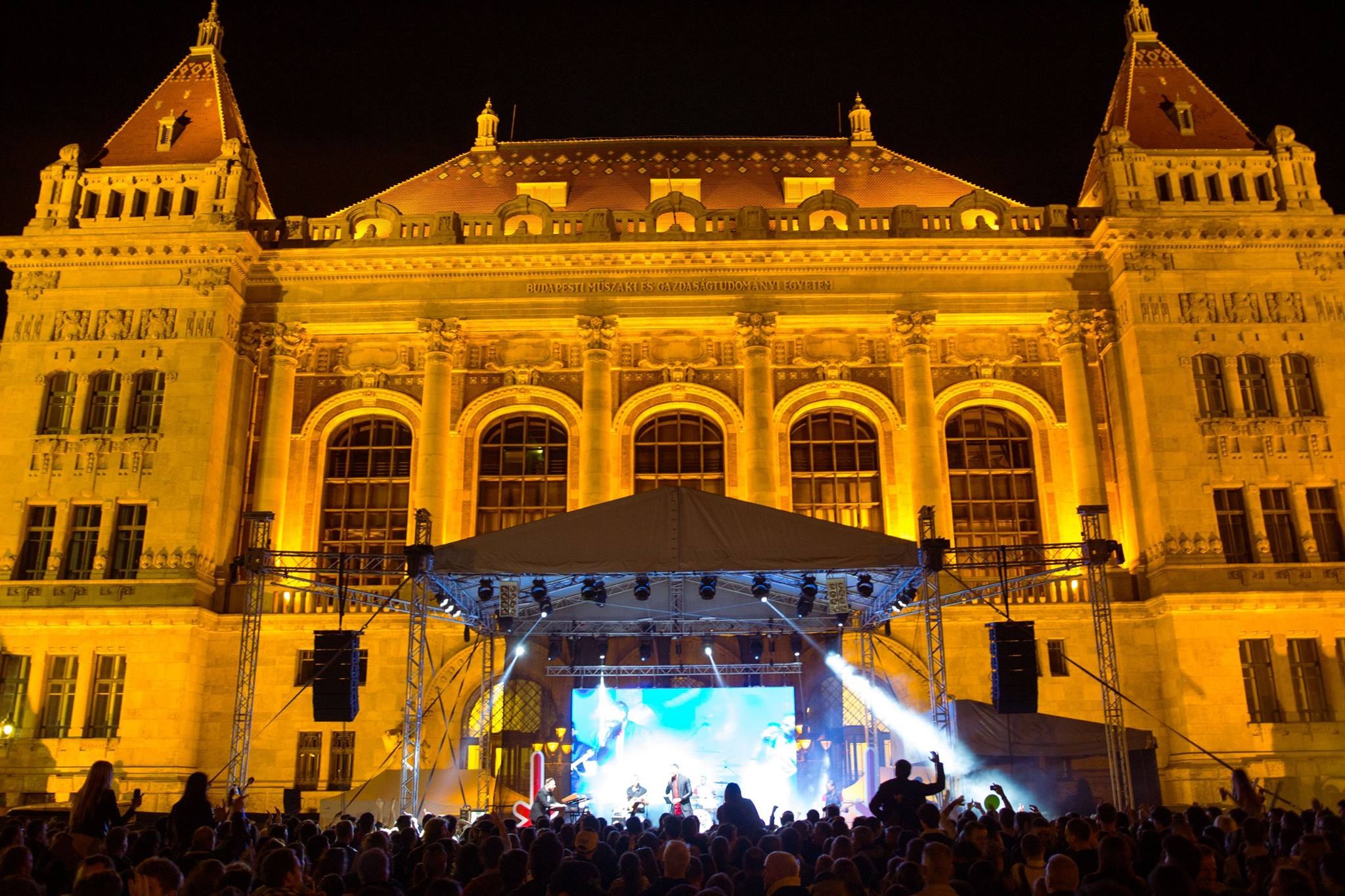
A Dunai Regatta este fesztivállá alakul: a nagyszínpadon a Sound of the University győztese mellett minden évben más együttesek felelnek a hangulatért.

A Sound of the University – Legyél Te az egyetemed hangja! elnevezésű zenei tehetségkutató verseny a 2014-es Dunai Regatta újítása, melyre egyetemi zenekarok nevezhetnek. A szervezők évről évre fiatal, kreatív, egyéni hangokat keresnek, olyan egyetemista bandákat, akik nemcsak átérzik a Regatta-életérzést, de hűen át is tudják adni azt. 
A többfordulós versenyben a 10 legjobb banda a Social Színpadon kap lehetőséget az online szavazatok gyűjtésére, ahonnan a közönségkedvenc mellett négy másik zenekart szakmai zsűri juttat tovább. Az 5 legjobb banda rövid werkfilmekben mutatkozik be és hangolja a közönséget a döntőre, az első helyezett pedig fellép a Dunai Regatta nagyszínpadán.

## További információ
- A Dunai Regatta hivatalos honlapja Archiválva 2016. május 8-i dátummal a Wayback Machine-ben